# Mao Kobayashi
Mao Kobayashi (Kobayashi Mao (小林 麻央?); n. 21 iulie 1982, Ojiya, Prefectura Niigata, Japonia – d. 22 iunie 2017, Aobadai⁠(d), Tōkyō, Japonia) a fost o prezentatoare de televiziune și actriță japoneză. A fost una din vedetele rubricii meteo de la Fuji TV.

## Filmografie

### Film
- Tokyo Friends: The Movie (2006)
- Captain (2007)
- A Tale of Mari and Three Puppies (2007)

### Televiziune
- Division 1: Pink Hip Girl (Fuji TV, 2004) – Emi Saeki
- Tokyo Friends (Fuji TV, 2005) – Maki Abiko
- Slow Dance (2005) – Ayumi Hirose
- Unfair (Fuji TV, 2006) – Rieko Matsumoto
- Happy! (TBS, 2006) – Choko Ryugasaki
- Oishii Propose (TBS, 2006) – Saori Shimazaki
- Taiyou no Uta (TBS, 2006) – Yuuko Miura
- Happy! 2 (TBS, 2006) – Choko Ryugasaki